# Iglesia de los Santos Nazario y Celso (Mendrisio)
La Iglesia de los Santos Nazario y Celso (Mendrisio) es una iglesia de culto católico, dedicada a los Santos Nazario y Celso que se encuentra en Arzo, de la comuna de Mendrisio, en el Canton Ticino.
La estructura se menciona por primera vez en documentos históricos que datan de 1456. El edificio fue completamente reconstruido en 1609 según diseño de Onorio Longhi, incorporando algunas partes de la iglesia anterior, como la pared sur. En el siglo XVII se construyeron el campanario y el pórtico delante de la fachada. 
La iglesia tiene planta de tres naves; la central, está cubierta por bóveda de cañón, mientras que los dos laterales están cubiertas con bóveda de crucería. El coro está cubierto por una cúpula, construida en 1743. El interior está decorado con varios frescos de diferentes épocas: los del coro se remontan al siglo XVI.